# Aucassin et Nicolette ou Les mœurs du bon vieux temps
Aucassin et Nicolette ou Les mœurs du bon vieux temps (deutscher Titel: Ferdinand und Nicolette, oder, Liebe erhält den Sieg) ist eine Opéra-comique (Originalbezeichnung: „Comédie“) in drei Akten des französischen Komponisten André-Ernest-Modeste Grétry. Das Libretto stammt von Michel-Jean Sedaine nach dem Stück Les amours du bon vieux tems von Jean-Baptiste de La Curne de Sainte-Palaye. Die Uraufführung fand am 30. Dezember 1779 in Gegenwart des Königspaares im Theater im Schloss Versailles statt. Das Werk wurde der Herzogin von Gramont, der Schwester des Herzogs von Choiseul gewidmet.

## Handlung

### Erster Akt
Aucassin und Nicolette sind unsterblich ineinander verliebt. Aucassins Vater, der Comte Garins, ist aber wegen der unbekannten und daher nicht ebenbürtigen Abstammung Nicolettes gegen eine Heirat der beiden. Als Garins Erzfeind Bongars seine Burg angreift, bittet er seinen Sohn Aucassin um Hilfe. Dieser sieht in der Bitte eine Chance, seine Hochzeitspläne doch noch zu verwirklichen. Folglich macht er die Heiratserlaubnis des Vaters zu seiner Bedingung für die angeforderte Hilfe. Garins bleibt keine andere Wahl, als diese Bedingung anzunehmen. Aucassin stellt sich Bongars entgegen und nimmt diesen gefangen. Garins, der sich nun der Bedrohung durch Bongars enthoben fühlt, denkt aber nicht daran, seinen Teil der Abmachung mit Aucassin zu erfüllen und verweigert weiterhin die Heiratserlaubnis. Daraufhin lässt der empörte Aucassin Bongers wieder frei und bietet ihm seine Unterstützung im Kampf gegen Garins an. Garins reagiert mit der Verhaftung seines Sohnes. Nicolette ereilt das gleiche Schicksal.

### Zweiter Akt
Aucassin und Nicolette werden weiter in verschiedenen Zellen gefangen gehalten. Mit Hilfe der beiden Wachsoldaten Marcou und Bredau gelingt Nicolette die Flucht in einen nahegelegenen Wald. Garins startet eine erfolglose Fahndung nach Nicolette. Schließlich kommt er zu dem Schluss, sie würde ohnehin in dem Wald nicht überleben können. Aus diesem Grund gibt er die weitere Suche auf. Auch sein Sohn Aucassin wird nun aus der Haft entlassen, schließlich kann er, nach Meinung des Vaters, Nicolette nicht mehr heiraten, da diese ja im Wald umkommen wird oder bereits tot ist. In Wirklichkeit ist Nicolette am Leben und schickt mit Hilfe eines Schäfers eine heimliche Botschaft an ihren Geliebten Aucassin, worin sie ein Geheimtreffen der beiden im Wald vorschlägt. Natürlich stimmt Aucassin diesem Treffen zu. Bongars hat inzwischen herausgefunden, dass er Nicolettes Vater ist. Er ist besorgt um seine Tochter und schließt mit seinem früheren Erzfeind Garins Frieden. Dieser sieht nun keinen Hinderungsgrund mehr für eine Ehe zwischen Aucassin und Nicolette, weil diese nun, mit Bongars als Vater, standesmäßig und damit ebenbürtig ist.

### Dritter Akt
Als sich Nicolette und Aucassin wie vereinbart im Wald treffen, haben sie von der Entwicklung in Sachen Vaterschaft und Heiratserlaubnis noch keine Ahnung. Aucassin schwört seiner Geliebten, eher sterben zu wollen als auf sie zu verzichten. Dann spitzt sich die Lage nochmals zu, als die beiden von Garins und Bongars mit Gefolge gefunden werden. Noch immer in Unkenntnis der wirklichen Lage will sich Aucassin umbringen. Das kann gerade noch verhindert werden. Nun erfahren die beiden Liebenden die Wahrheit. Ihrer Ehe steht nichts mehr im Wege.

## Weitere Anmerkungen
Die Uraufführung fand am 30. Dezember 1779 im Théâtre Montansier von Versailles in Gegenwart von König Ludwig XVI. und Königin Marie Antoinette statt. Es sangen Rose-Louise Dugazon (Nicolette), Jean-Baptiste Guignard „Clairval“ (Aucassin), Antoine Trial (Schäfer), Rosières (Vicomte de Beaucaire), Suin (Bongars), Philippe (Marcou), Pierre-Marie Narbonne (Garins) und Chevalier (Bredau).
Die Oper umfasste ursprünglich vier Akte. Im Jahr 1782 wurde sie vom Komponisten auf drei Akte gekürzt. Die Handlung spielte in der Urfassung, auf die sich La Curne de Sainte-Palaye bezieht, im 13. Jahrhundert. Möglicherweise hat er aber das daraus entstandene Stück Les amours du bon vieux zu einem späteren Zeitpunkt angesiedelt. Großer Erfolg war der Oper nicht beschieden. Sie verschwand bald von den Spielplänen der Opernhäuser. Über Neuinszenierungen oder Tonträgereinspielungen in neuerer Zeit wird in den Quellen nichts berichtet.